# Galovac (Belovár)
Galovac falu Horvátországban Belovár-Bilogora megyében. Közigazgatásilag Belovár községhez tartozik.

## Fekvése
Belovár központjától légvonalban 6, közúton 7 km-re délre, Malo Korenovo, Novi Pavljani és Obrovnica között, a Grabovac-patak partján fekszik.

## Története
A helyi hagyomány szerint a falu már a középkorban is létezett. Általában az 1334-ben a plébániák között említett Mosnya nevű településsel azonosítják, de más mértékadó forrás (Josip Buturac) szerint a középkori Mosnya a mai Šandrovacnak felel meg. Csánki Dezső a középkori Otnyával azonosítja. A mai falu török uralom után jött létre. A 17. századtól a kihalt területre folyamatosan telepítették be a keresztény lakosságot. 1774-ben az első katonai felmérés térképén a falu „Dorf Galovecz” néven szerepel. A település katonai közigazgatás idején a kőrösi ezredhez tartozott. Lipszky János 1808-ban Budán kiadott repertóriumában „Gallovecz” néven szerepel.  
Nagy Lajos 1829-ben kiadott művében „Gallovecz” néven 56 házzal, 219 horvát és 61 ortodox vallású lakossal találjuk.
A katonai közigazgatás megszüntetése után Magyar Királyságon belül Horvátország részeként, Belovár-Kőrös vármegye Belovári járásának része volt. 1857-ben 374, 1910-ben 735 lakosa volt. A 20. század elején Khuen-Héderváry Károly első miniszterelnöksége alatt Zala megyéből, főként Nagykanizsa környékéről érkezett jelentős számú magyar lakosság telepedett meg itt. A helyi iskola kezdetei is a magyar lakosság érkezésével függnek össze. A magyar közösségnek köszönhetően 1908-ban kétosztályos iskola nyílt a településen. A tanítási nyelv a magyar volt. A költségeket a budapesti Julián Egyesület viselte, melyet Széchenyi Béla gróf hozott létre Horvát-Szlavónország magyar szórványtelepülései (kb. 200 ezer magyar), valamint a folyami hajósok és gyermekeik nemzeti, társadalmi és művelődési gondozására, gazdasági támogatására. 1916-ban az iskola tanárai Deák Sándor és Deák Etelka voltak. Az iskola 1919-ben a magyar fennhatóság végével szűnt meg.
Az 1910-es népszámlálás szerint a falu lakosságának 49%-a szerb, 42%-a magyar, 8%-a horvát anyanyelvű volt. 1918-ban az új szerb-horvát-szlovén állam, majd később Jugoszlávia része lett. 1941 és 1945 között a németbarát Független Horvát Államhoz, majd a háború után a szocialista Jugoszláviához tartozott. 1991-től a független Horvátország része. 1991-ben lakosságának 61%-a horvát, 24%-a szerb nemzetiségű volt. 2011-ben a településnek 457 lakosa volt.

## Lakossága
| Lakosság változása | Lakosság változása | Lakosság változása | Lakosság változása | Lakosság változása | Lakosság változása | Lakosság változása | Lakosság változása | Lakosság változása | Lakosság változása | Lakosság változása | Lakosság változása | Lakosság változása | Lakosság változása | Lakosság változása | Lakosság változása |
| ------------------ | ------------------ | ------------------ | ------------------ | ------------------ | ------------------ | ------------------ | ------------------ | ------------------ | ------------------ | ------------------ | ------------------ | ------------------ | ------------------ | ------------------ | ------------------ |
| 1857               | 1869               | 1880               | 1890               | 1900               | 1910               | 1921               | 1931               | 1948               | 1953               | 1961               | 1971               | 1981               | 1991               | 2001               | 2011               |
| 374                | 438                | 396                | 642                | 649                | 735                | 755                | 775                | 635                | 652                | 682                | 616                | 549                | 487                | 508                | 457                |

## Nevezetességei
Kápolnája a falu közepén, közvetlenül az iskola mellett áll. Egyhajós, négyszög alaprajzú épület, nyugatra néző szentéllyel, nagyméretű, félköríves ablakokkal.

## Oktatás
A belovári 3-as számú elemi iskola területi tagozata működik a településen.